# TJ Sokol České Budějovice
Tělocvičná jednota Sokol České Budějovice je český tělocvičný spolek v krajském městě Jihočeského kraje, který byl založen roku 1869.

## Historie
Podnět k založení spolku přišel v roce 1869 od JUDr. Antonína Špinara, který se o Sokol začal zajímat během svých studií v Praze. Českobudějovický Sokol se tak stal první jednotou založenou v jižních Čechách a spolu s jednotou vodňanskou byl v dané oblasti po 24 let jediný.
Po řadě rozporů byla roku 1894 ve městě založena druhá jednota s názvem Sokol Tyrš, později pojmenovaná Sokol II. Obě organizace na sobě byly zcela nezávislé, s vlastním vedením, členy i majetkem. Pro svou činnost spolek koupil hostinec U Kotvy na Linecké třídě, přejmenovaný na Národní dům, a se starším Sokolem I se zase spojil až roku 1968, kdy krátce svitla naděje na obnovení činnosti Sokola. V meziválečném období existovaly další lokální jednoty Sokol, např. v Suchém Vrbném, Mladém, Čtyřech Dvorech, Rožnově a Kněžských Dvorech.
V roce 1900 je založen samostatný ženský odbor, který se s mateřským spolkem spojil v roce 1924. Organizace se úspěšně rozvíjela, nicméně během 2. světové války a později komunistického režimu prošla těžkými obdobími, kdy byla její činnost omezována a nakonec zcela zrušena.
V letech 1965—1971 byl na Sokolském ostrově vystavěn krytý plavecký stadion, samozřejmě již nikoli v rámci Sokola.
Ve svobodnější době kolem Pražského jara se sice činnost organizace nepovedlo obnovit v plném rozsahu, nicméně v Budějovicích alespoň vznikla v rámci ČSTV sokolská jednota, která fungovala až do rozpadu socialistického bloku a tvořila základ Sokola ve městě obnoveného hned v únoru po Sametové revoluci.

## 21. století
Dne 1. ledna 2005 vznikla Sokolská župa Jihočeská, jejíž součástí je i českobudějovická jednota. O rok později byla započata rekonstrukce technických sektorů a atletické dráhy stadionu. Slavnostního otevření se zúčastnila také Dana Zátopková. Následovaly projekty dostavby běžeckého koridoru, šaten a funkčního zázemí.
Českobudějovická jednota ve městě nadále vlastní tři sokolovny a atletický stadion. K 1. lednu 2018 v ní bylo v místní jednotě registrováno 1614 členů. Od roku 2015 se účastní nově vyhlášené Noci sokoloven, zapojila se i do projektu ČOS 100 sokolských keší republice. V roce 2018 pokračovala jednání rekonstrukci tribuny na atletickém stadionu, jež je spolu se sokolovnou kulturní památkou České republiky.
TJ Sokol České Budějovice nacvičil skladby pro XVI. všesokolský slet 2018. V roce 2018 pracovalo 20 sportovních oddílů včetně mj. atletického, oddílu badmintonu, korfbalu, horolezectví, nohejbalu, kulturistika, nebo frisbee, mezi bojovými sporty jsou to mj. oddíly karate a capoeiry, dále oddíl roztleskávaček, sportovního tance, historického a scénického šermu.

## Sokolovna
Už na konci 19. století jednota provozovala u Předního mlýna sokolskou plovárnu, která má mj. pomoci financování výstavby sokolovny. Původně byla situována přímo do toku Vltavy, ale s vrůstajícím znečištěním řeky a po regulaci Vltavy z roku 1930 zanikla a bylo přistoupeno k vybudování dvou oddělených betonových bazénů. Větší z nich s rozměry 50 x 25 m byl v tehdejším Československu největším bazénem.
Organizaci se v roce 1923 koupí a směnou podařilo získat Schnarcherův (Dominikánský) ostrov, brzy poté přejmenovaný na ostrov Sokolský. O rok později je dokončen stadión, jehož slavnostního otevření se zúčastnil i prezident Tomáš Garrigue Masaryk, na následný Krajový slet sokolstva přijeli také zahraniční sokoli. Na stadiónu, který pojmul 16 000 diváků, postupně vznikla řada sportovišť.
Roku 1929 byly položeny čtyři základní kameny sokolovny přivezené ze čtyřech památných míst kraje. Druhá světová válka stavbu zkomplikovala nejen kvůli tomu, že byla činnost Sokola zakázána -- jednota přišla i o 550 000 Kč, které jí byly zabaveny, a odevzdat Deutscher Turnverbandu musela i Sokolský ostrov. Zpět do rukou původního vlastníka se dostal až po 5. květnu 1945. Nejdříve bylo zapotřebí odstranit škody, a teprve od léta roku 1946 začaly probíhat dokončovací práce.
Sokolovna byla slanostně otevřena v sobotu dne 14. června 1947, v neděli pak následoval Slet sokolské župy Husovy, zakončený od 20:00 hodin Prvním sokolským věnečkem v Sokolovně.
V hlavní chodbě se nachází pamětní deska sokolům, kteří byli 9. května 1945 zastřeleni nacisty.

## Další fotografie

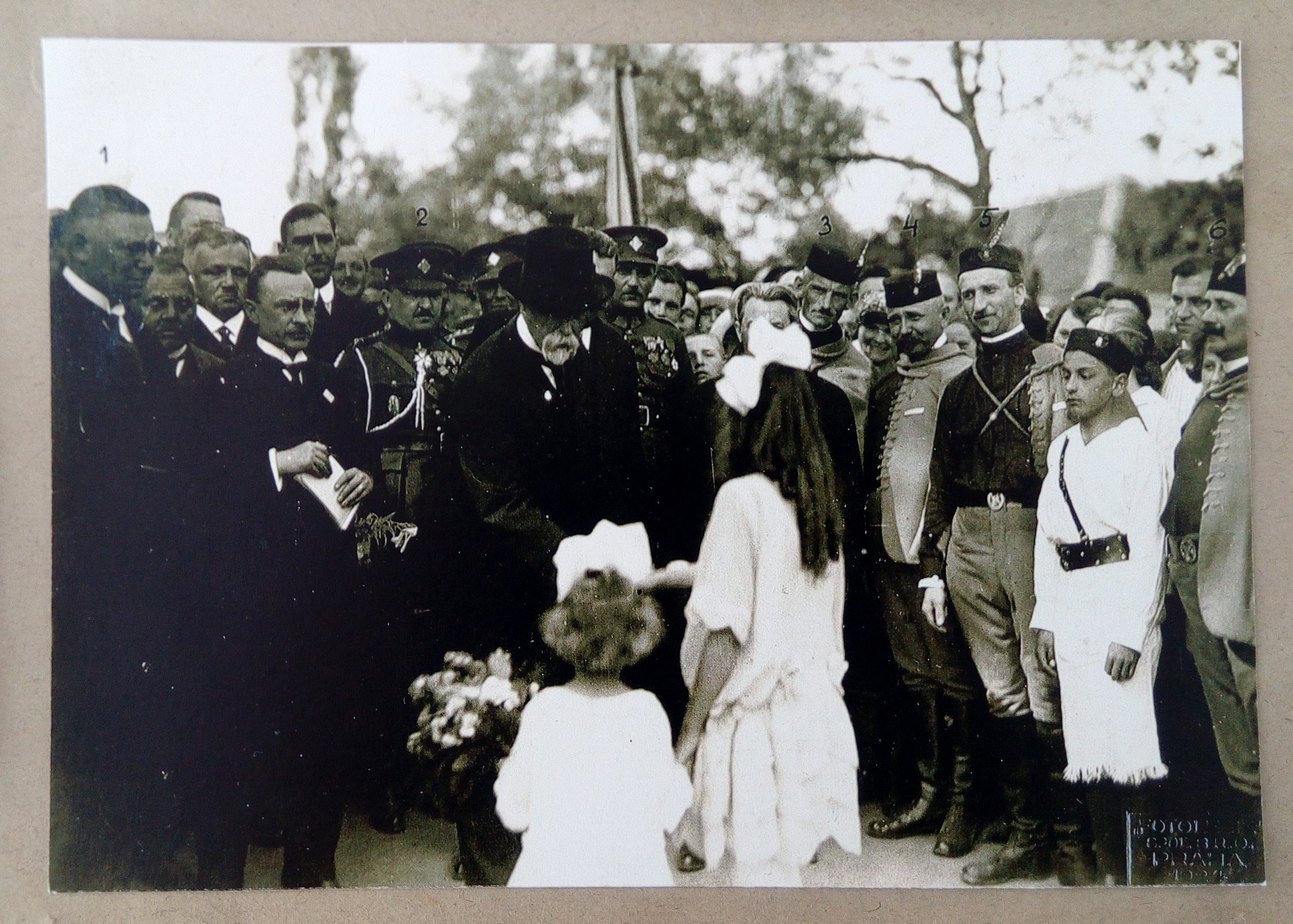
Setkání sokolů s T. G. Masarykem v roce 1924
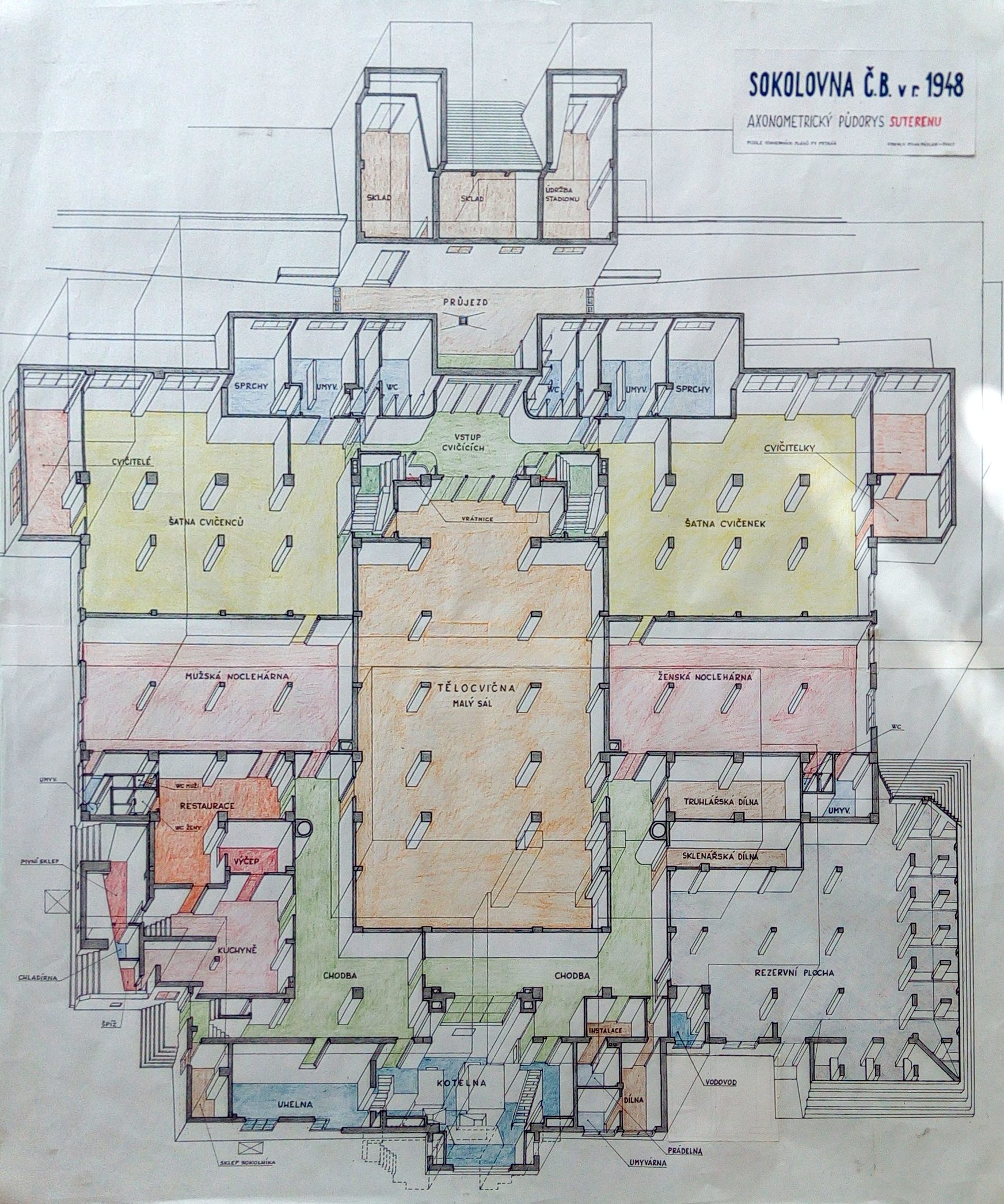
Plán přízemí sokolovny z roku 1948
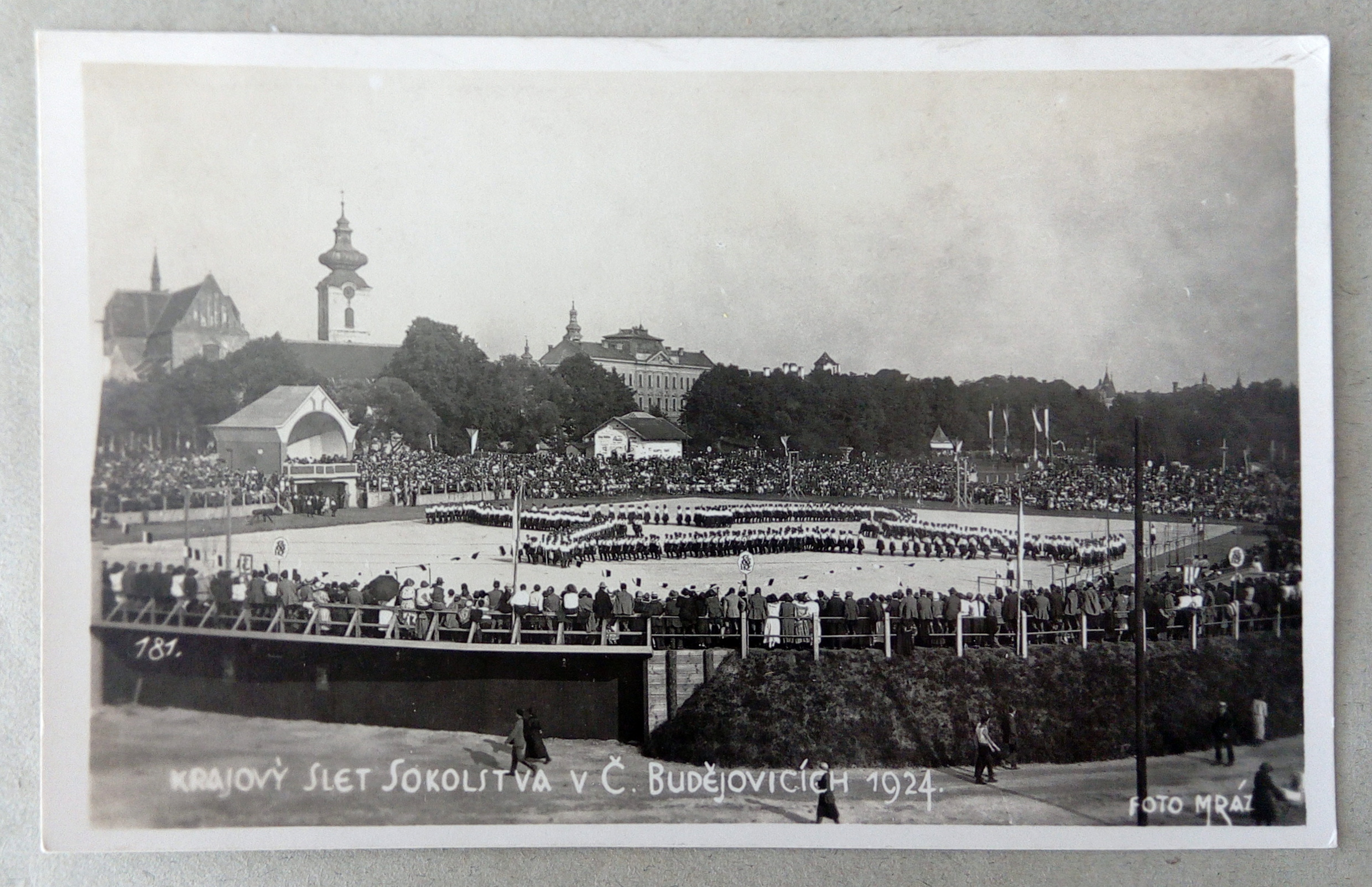
Stadión v roce 1924, v pozadí již zbořený hudební pavilón
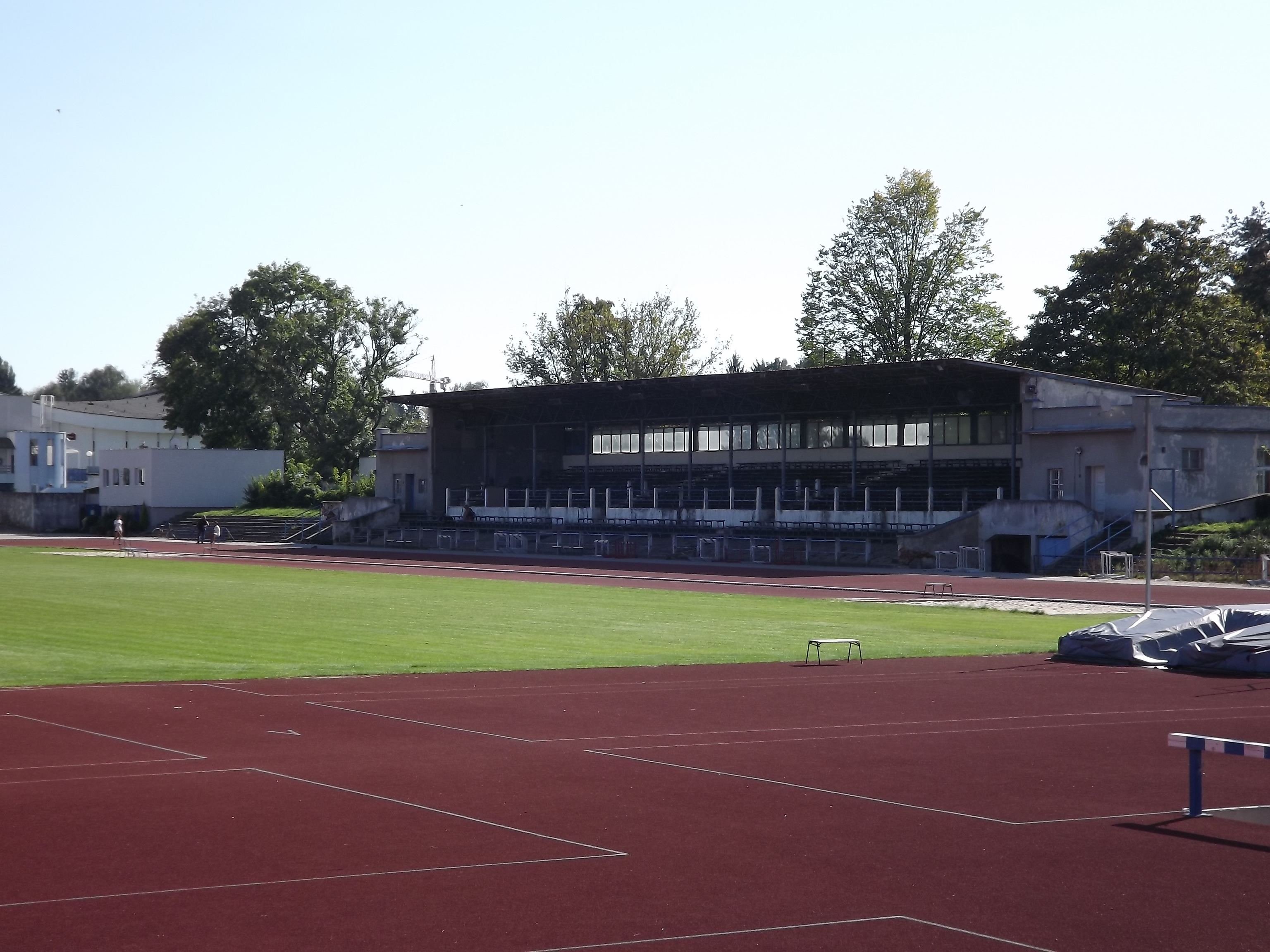
Pohled na hlavní tribunu stadionu
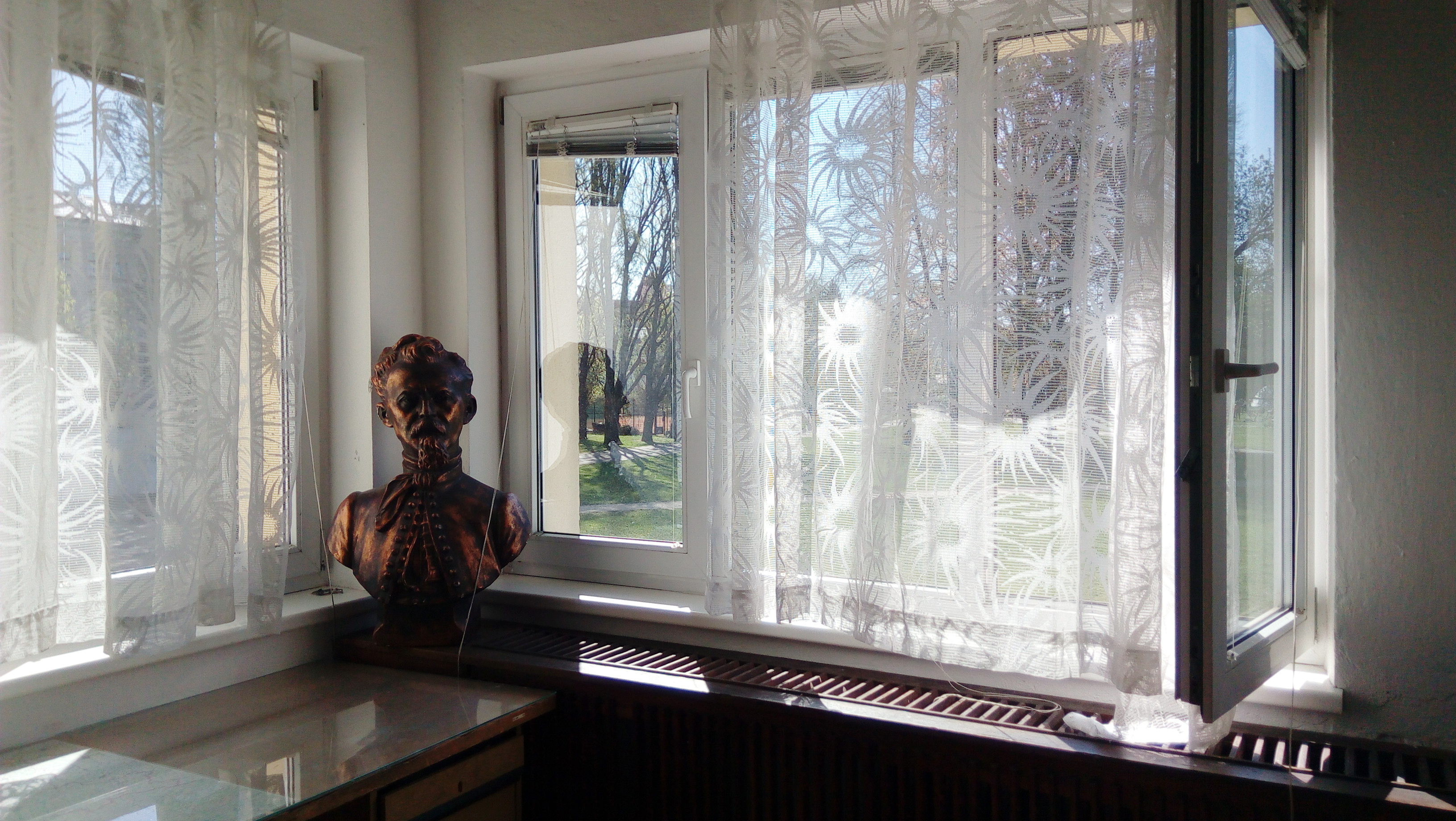
Busta Miroslava Tyrše v kanceláři sokolovny
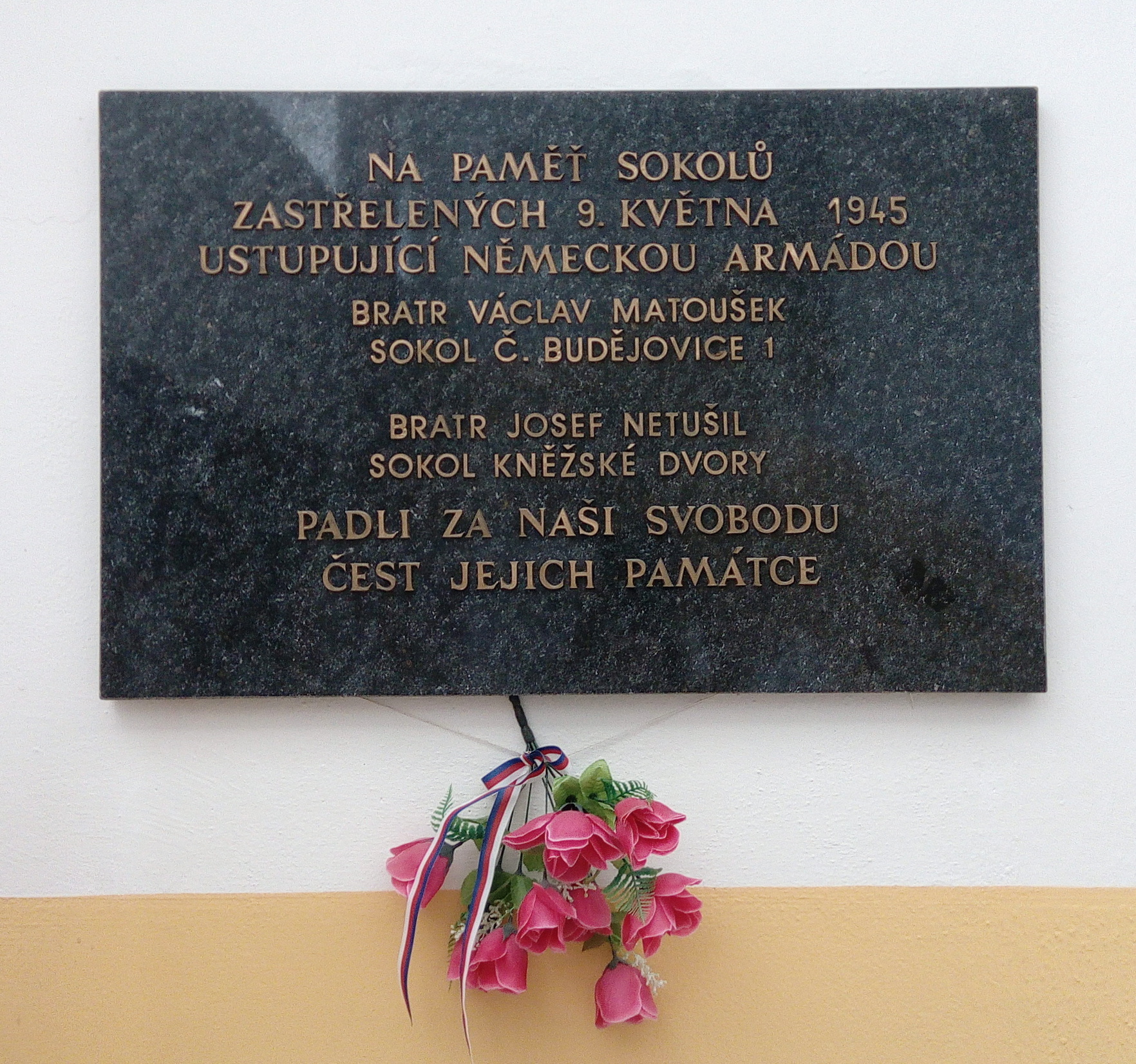
Pamětní deska zavražděným sokolům